# Bohdan Budurowycz
Bohdan Basil Joseph Budurowycz (ur. 8 września 1921 na Ukrainie, zm. 8 marca 2007 w Toronto) – polski historyk emigracyjny. 

## Życiorys
Był profesorem historii kierujący Wydziałem Slawistycznym na Uniwersytecie w Toronto. Był współpracownikiem "Zeszytów Historycznych". 

## Wybrane publikacje
- Polish-Soviet relations 1932-1939, New York: Columbia University Press 1958 (wyd. 2 - 1963).
- Collections de recherche des bibliothèques canadiennes. 2, Études particulières. 4, Les collections d'ouvrages slaves et est-européens des bibliothèques canadiennes de recherche et d'etablissement d'enseignement supérieur, Ottawa: Bibliothèque Nationale du Canada 1976.
- Slavic and East European Resources in Canadian Academic and Research Libraries, Ottawa, National Library of Canada, 1976
- (redakcja) Danuta Irena Bieńkowska, Między brzegami: poezja i proza = Between shores : poetry and prose, z wstępem Louisa Iribarne, do dr. przygot. Bohdan Budurowycz, Londyn: Oficyna Poetów i Malarzy 1978.
- (wstęp) Vincent Zolobka, Polonica Canadiana : a bibliographical list of the Canadian Polish imprints 1958-1970, forew. by B. B. Budurowycz, Toronto: Canadian Polish Research Institute : Canadian Polish Congress 1978.